# Marco Mattiacci
Marco Mattiacci (Roma, Italia, 8 de diciembre de 1970) es un empresario y personaje del entretenimiento italiano que también fue el director deportivo del equipo de Fórmula 1 Scuderia Ferrari. Hasta el 14 de abril, fecha de su nombramiento, estaba ejerciendo de presidente y CEO de Ferrari en Norteamérica. Sustituyó a Stefano Domenicali en el puesto. El equipo italiano, que era 5º en el campeonato de constructores a su llegada, terminó el 2014 en 4ª posición, con un 2º puesto (GP de Hungría) como mejor resultado. Bajo su dirección se produjo la contratación de Sebastian Vettel a la escudería, sustituyendo a Fernando Alonso. Apenas terminada la temporada, fue relevado por Maurizio Arrivabene, después de 7 meses en el cargo.

## Biografía
Marco Mattiacci empezó a trabajar en Jaguar en 1989, cuando Ford se fusionó con la compañía. En el año 1999, fue contratado por Ferrari para aumentar ventas en regiones concretas. Ocupó las más diversas posiciones en diferentes regiones del globo, hasta que en 2010 fue nombrado CEO de Ferrari en Norteamérica.
Primero fue asignado al armado de la red sudamericana. Después enviado a Oriente Medio; allí montó el área de distribución. Luego pasó por Finlandia y Rusia, y a principios del 2000 se encargó del relanzamiento de la marca Maserati en Estados Unidos. A posteriori le enviaron a Asia: cuatro años en China para desarrollar el mercado, recuperar el japonés de las manos de los importadores privados y desarrollar toda la región del Pacífico. Finalmente le trasladaron a EE. UU. con el cargo de CEO para todo el continente, el área más grande para la firma, donde tienen alrededor de 40.000 clientes en ese país, y el desafío de desarrollar Latinoamérica (Brasil, México, Chile y Argentina).